# Projet Fleur
Le projet Fleur est une collaboration militaire conjointe entre Israël et l'Iran de juillet 1977 et visant à reproduire un missile de conception américaine avec des pièces de fabrication israélienne, pouvant être équipées d'ogives nucléaires et incorporant des équipements de navigation et de guidage américains.

## Histoire
Le 18 juillet 1977, le vice-ministre iranien de la Guerre, le général Hassan Toufanian (en) se rend en Israël pour rencontrer le ministre israélien des Affaires étrangères Moshe Dayan et le ministre de la Défense Ezer Weizman. Ils discutent d'un certain nombre de projets militaires conjoints israélo-iraniens, parmi lesquels le projet Fleur.
Ce projet se concentre sur le développement d'une gamme de missiles antinavires à la portée plus longue que les missiles Gabriel et à une future variante pour les sous-marins. Les préoccupations iraniennes concernant les développements de missiles et d'armes nucléaires en Inde et Pakistan sont également discutées.
L'année suivante, l'Iran fournit à Israël 280 millions $ de pétrole à titre d'acompte. Une équipe d'experts iraniens commence la construction d'une installation d'assemblage de missiles près de Sirdjan, dans le centre-sud de l'Iran, et d'un champ de tir de missiles près de Rafsanjan.
En février 1979, le régime du Shah Mohammad Reza Pahlavi est renversé par la révolution iranienne, et le projet Fleur est avorté. Les ingénieurs et responsables de la défense israéliens reviennent en Israël et tous les plans et schémas des systèmes d'armes sont renvoyés par courrier diplomatique.

## Tromperie
Selon une source haut placée au sein de l'armée israélienne, l'accord de collaboration avec l'Iran était trompeur. Dans chacun des six projets conjoints, les Israéliens prévoyaient de tromper les Iraniens en ne leur fournissant qu'une version obsolète de l'arme en question, tout en utilisant l'argent iranien pour construire une nouvelle génération à l'usage exclusif d'Israël.
Yaakov Shapiro, responsable du ministère de la Défense chargé de coordonner les négociations avec l'Iran de 1975 à 1978, se souvient : « En Iran, ils nous ont traités comme des rois. Nous avons fait des affaires avec eux à une échelle stupéfiante. Sans les liens avec l'Iran, nous n'aurions pas eu l'argent pour développer des armes qui sont aujourd'hui en première ligne de la défense de l'Etat d'Israël ».